# Garckea moenkemeyeri
Garckea moenkemeyeri är en bladmossart som beskrevs av C. Müller 1886. Garckea moenkemeyeri ingår i släktet Garckea och familjen Ditrichaceae. Inga underarter finns listade i Catalogue of Life.